# Partido Socialdemócrata Lituano
El Partido Socialdemócrata Lituano (LSDP) (en lituano:Lietuvos socialdemokratų partija) es un partido político de Lituania. Es miembro de la Internacional Socialista y del Partido Socialista Europeo.

## Historia
El LSDP fue formado por la fusión del Partido Socialdemócrata Lituano y el Partido Democrático Laborista de Lituania. 
En las elecciones parlamentarias de 2020, el LSDP obtuvo 13 de los 141 escaños en el Seimas.
En las elecciones presidenciales de 2019 el candidato del partido Vytenis Andriukaitis fue derrotado llegando en la cuarta posición con el 4.92 % de los votos.

## Resultados electorales
| Año                                    | Votos        | %     | Resultado | +/- | Gobierno              |
| -------------------------------------- | ------------ | ----- | --------- | --- | --------------------- |
| 1920                                   | 87.051 (#3)  | 12,76 | 13/112    |     | Oposición             |
| 1922                                   | 84.643 (#5)  | 10,42 | 11/78     | 2   | Oposición             |
| 1923                                   | 101.778 (#5) | 11,29 | 8/78      | 3   | Oposición             |
| 1926                                   | 173.250 (#2) | 17,03 | 15/85     | 7   | Coalición             |
| Partido ilegalizado entre 1927 y 1990. |              |       |           |     |                       |
| 1990                                   |              |       | 9/141     |     | Oposición             |
| 1992                                   | 112.410 (#4) | 6,05  | 8/141     | 1   | Oposición             |
| 1996                                   | 90.756 (#5)  | 6,94  | 12/141    | 4   | Oposición             |
| 2000a                                  | 457.294 (#1) | 31,08 | 19/141    | 7   | Oposición (2000-2001) |
| 2000a                                  | 457.294 (#1) | 31,08 | 19/141    | 7   | Coalición (2001-2004) |
| 2004b                                  | 246.852 (#2) | 20,65 | 31/141    | 20  | Coalición             |
| 2008                                   | 144.890 (#4) | 11,72 | 25/141    | 6   | Oposición             |
| 2012                                   | 251.610 (#2) | 18,37 | 38/141    | 13  | Coalición             |
| 2016                                   | 183.597 (#3) | 15,04 | 17/141    | 21  | Coalición (2016-2017) |
| 2016                                   | 183.597 (#3) | 15,04 | 17/141    | 21  | Oposición (2017-2020) |
| 2020                                   | 108.641 (#4) | 9,59  | 13/141    | 4   | Oposición             |
| 2024                                   | 240.503 (#1) | 19,70 | 52/141    | 39  | Coalición             |

aDentro de la Coalición Socialdemócrata.
bDentro de la coalición 'Trabajando para Lituania'.